# Antwerpse smierel

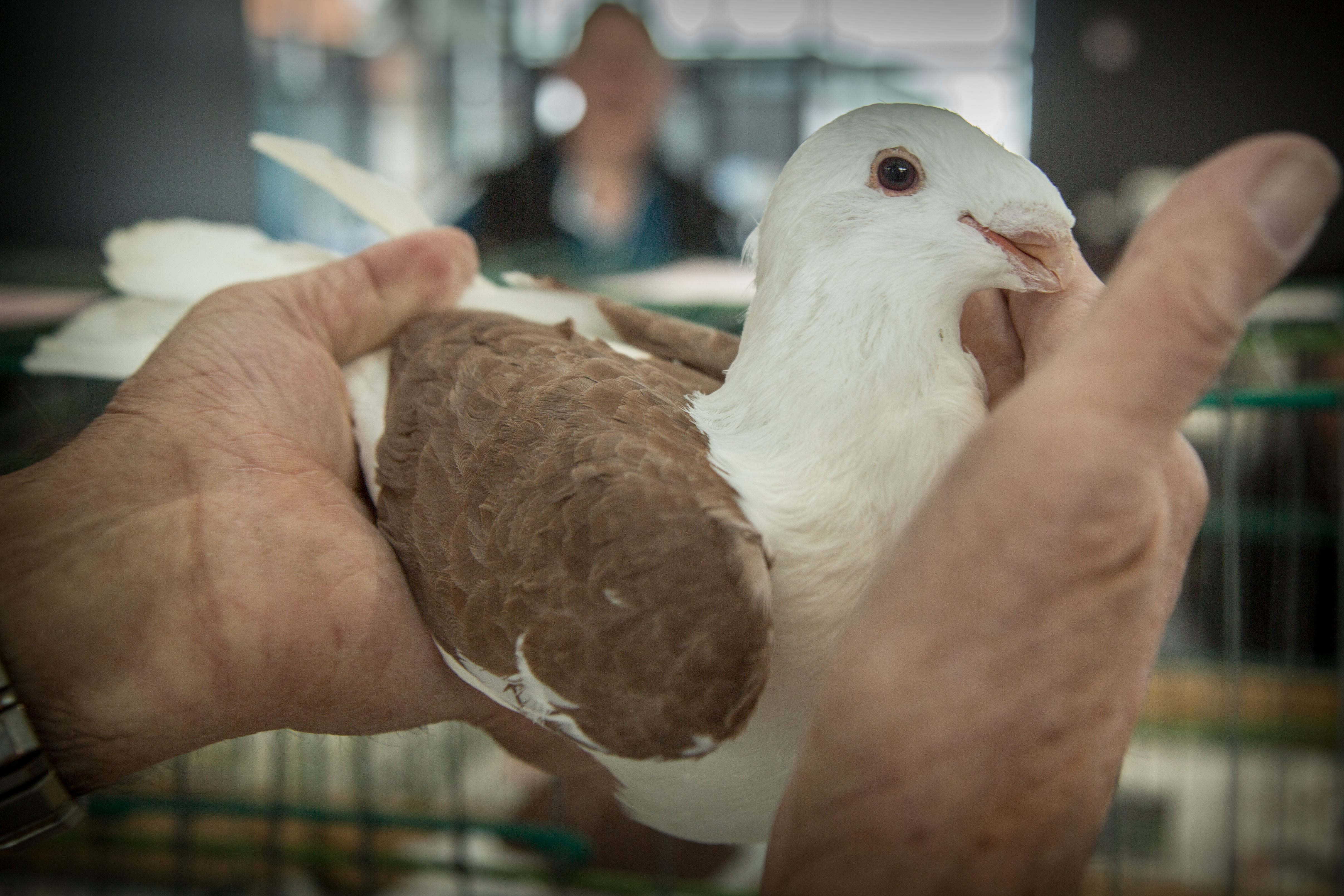
Een Antwerpse smierel op de jongdierendag van de Koninklijke Antwerpse Smierelclub, Geel, 2017

De Antwerpse smierel is een Belgisch sierduivenras. Hij is ingedeeld bij de schildmeeuwen, witte duiven met een gekleurd vleugelschild en een groep opstaande veren (de zogenaamde 'jabot') op de hals. Binnen deze groep is de Antwerpse smierel het grootste ras.

## Geschiedenis
Zoals alle gedomesticeerde duiven stamt de Antwerpse smierel af van de rotsduif (Columba livia). Door kunstmatige selectie is die oersoort uitgegroeid tot heel wat rassen. Daaronder ook de smierel, een ras dat dienst deed als reis- en postduif op de korte afstand. Smierels waren al rond de jaren 1600 in de Lage Landen bekend. Ze lagen samen met o.a. de Franse cumulet en de Engelse Turbit mee aan de oorsprong van de befaamde Belgische reisduif.
In 1686 beschreef ene Johan van Vollenhoven zogenaamde 'meeuwtjens' als "uitermate mooie duifjes, met veren die bij de krop gekruld recht-ommekeren". De beschrijving van een typisch raskenmerk als de jabot doet vermoeden dat de auteur het over smierels heeft.
Eind negentiende en begin twintigste eeuw was de Antwerpse smierel het populairste sierduivenras in België. Er zouden vele tienduizenden exemplaren hebben rondgevlogen. In 1896 (Chasse et Pêche 1 november, p. 44) lanceerde de Société Nationale pour l’amelioration de l’Aviculture en Belgique (de toenmalige Landsbond) dan ook een oproep om een eerste standaard voor het ras voor te bereiden. Uiteindelijk duurde het zeven jaar om een compromis te vinden tussen alle clubs en fokkers, maar in de Chasse et Pêche van 8 november 1903 wordt uiteindelijk de eerste standaard van de Antwerpse smierel gepubliceerd.
Die standaard is in de loop der jaren nogal veranderd. Wat opvalt is dat het gewicht van de Antwerpse smierel in een eeuw zowat verdubbeld is: van 320 à 400 gram in 1903 tot 575 à 650 gram in 2012.
Het aantal exemplaren is fel teruggevallen. In 2017 zijn er nog een twintigtal fokkers in België, die samen goed zijn voor enkele honderden broedkoppels.

## Huidige standaard
Hoe de Antwerpse smierel er moet uitzien is beschreven in een standaard. Het is de toetssteen waarmee de keurmeesters exemplaren beoordelen tijdens tentoonstellingen. De laatste standaard voor de Antwerpse smierel werd gepubliceerd in 2012.

### Algemeen voorkomen
Een krachtige schildmeeuw met gelijkmatig gebogen kopvorm zonder kap. Bijna horizontale stand.

### Raskenmerken
- Kop: krachtig, vormt een harmonieus gebogen lijn van de snavelpunt tot het achterhoofd. Vrij van snavel- en voorhoofdsdruk. Het voorhoofd langwerpig gewelfd en breed met de grootste breedte juist achter de ogen, weinig versmallend naar de snavel, zonder neep. Het aangezicht is minstens middellang.
- Ogen: donker.
- Oogranden: fijn van weefsel, smal en bleek.
- Snavel: krachtig, bijna middellang, breed aangezet met krachtige boven- en ondersnavel. Vleeskleurig. De doorgetrokken snavellijn loopt midden door het oog. Onder- en bovensnavel ongeveer even dik.
- Neuswratten: fijn van structuur.
- Keel: goed uitgesneden.
- Hals: middellang, krachtig aan de basis. Voorzien van een goed ontwikkelde jabot.
- Borst: breed, diep en goed gerond.
- Rug: breed aan de schouders, middellang en slechts weinig afhellend.
- Vleugels: breed en vast aanliggend. De rug goed afdekkend.
- Staart: niet te lang, gesloten en horizontaal gedragen.
- Loopbenen: middellang en onbevederd.
- Nagels: vleeskleurig.
- Bevedering: vast aanliggend.

### Kleurslagen
- Ongeband: zwart, bruin, dun, rood, geel, blauw en zilver.
- Geband: blauw, blauwzilver, roodzilver, geelzilver en bruinzilver.
- Gekrast: blauw, blauwzilver, roodzilver, geelzilver en bruinzilver.
- Witgeband: zwart, blauw, bruin, rood en geel.
- Gezoomd: zwart, blauw, bruin, rood en geel.

### Kleur en tekening
De volledige duif en zeven tot twaalf slagpennen zijn wit. Enkel de vleugelschilden, ovaal gevormd, zijn gekleurd. Gekleurde duimveren genieten de voorkeur. Gekleurde broek achter de loopbenen is toegestaan. Een of meerdere onzichtbare schakelpennen bij een gesloten vleugel wordt aanvaard.

### Ernstige fouten
Minder dan 7 of meer dan 12 witte buitenste slagpennen, ernstige kleur- en tekeningfouten, te lang, te smal en te klein in type, te afhellende stand, ernstige fouten in kopbelijning, te smalle en spitse kop, te genepen of te gedeukte kop, te kortgeronde kop, te zwakke snavel, te korte of te lange snavel, slechte snavelaanzet, te fijne ondersnavel, pigmentvlekken op de keel, keelwam, afwezigheid van jabot, andere dan donkere ogen, te rode oogranden, bevederde loopbenen.

### Gewicht
Van 575 tot 650 gram.

### Beoordeling
- Algemeen voorkomen.
- Type en stand.
- Kop en snavel.
- Kleur en tekening.
- Jabot.
- Europese standaard: no 701
- Ringmaat: 9 mm.